# Edith Bosch
Edith Bosch (Den Helder, 31 de maig de 1980) és una esportista neerlandesa que competeix en judo.
Va participar en quatre Jocs Olímpics, entre els anys 2000 i 2012, obtenint en total tres medalles: plata a Atenes 2004, bronze a Pequín 2008 i bronze a Londres 2012, les tres en la categoria de –70 kg. Va guanyar tres medalles al Campionat Mundial de Judo entre els anys 2003 i 2011, i set medalles al Campionat Europeu de Judo entre els anys 2002 i 2012.

## Palmarès internacional
| Jocs Olímpics     | Jocs Olímpics              | Jocs Olímpics | Jocs Olímpics |
| Any               | Lloc                       | Medalla       | Categoria     |
| ----------------- | -------------------------- | ------------- | ------------- |
| 2004              | Atenes ( Grècia)           | 2             | –70 kg        |
| 2008              | Pequín ( R.P. de la Xina)  | 3             | –70 kg        |
| 2012              | Londres ( Regne Unit)      | 3             | –70 kg        |
| Campionat Mundial |                            |               |               |
| Any               | Lloc                       | Medalla       | Categoria     |
| 2003              | Osaka ( Japó)              | 3             | –70 kg        |
| 2005              | el Caire ( Egipte)         | 1             | –70 kg        |
| 2011              | París ( França)            | 2             | –70 kg        |
| Campionat Europeu |                            |               |               |
| Any               | Lloc                       | Medalla       | Categoria     |
| 2002              | Maribor ( Eslovènia)       | 2             | –70 kg        |
| 2004              | Bucarest ( Romania)        | 1             | –70 kg        |
| 2005              | Rotterdam ( Països Baixos) | 1             | –70 kg        |
| 2007              | Belgrad ( Sèrbia)          | 3             | –70 kg        |
| 2009              | Tbilisi ( Geòrgia)         | 3             | –70 kg        |
| 2011              | Istanbul ( Turquia)        | 1             | –70 kg        |
| 2012              | Txeliàbinsk ( Rússia)      | 1             | –70 kg        |